# Swordsman II
Swordsman II is een zwaardvechters/fantasy film uit Hongkong onder regie van Ching Siu-Tung en Stanley Tong.

Zie ook wuxia-film.

## Alternatieve titels
Titel in traditioneel Chinees: 笑傲江湖II:東方不敗
Uitspraak in Standaardmandarijn: Xiao ao jiang hu zhi dong fang bu bai.

De film is ook bekend onder de namen 'Legend of the Swordsman' en 'Swordsman II: The Legend of the Swordsman'.

## Verhaal
Na de belevenissen met de 'Sacred Scroll' (zie Swordsman), besluiten de gedesillusioneerde Ling en Kiddo zich terug te trekken op de Ox berg. Ondertussen worden leden van de Zon Maan sekte uitgemoord door Japanse ninja's die door de keizerlijke magistraat eunuch Hong zijn ingehuurd. De sekte heeft namelijk moderne wapens van het leger gestolen. Bij een meer ontmoet Ling een mysterieuze vrouw, die later Asia blijkt te zijn. De Zon Maan sekte staat nu onder leiding van Asia, omdat meester Wu verdwenen is. Zonder dat iemand het weet is Asia in het bezit van de scroll. Asia weet dat hij langzaam in een vrouw verandert door de scroll te bestuderen, maar hij heeft alles over voor de ultieme macht. Zijn geliefde Cici ziet dit met lede ogen aan, maar ze blijft van hem houden. Ondertussen wachten prinses Ying en haar ondergeschikte Blue Phoenix op hun kameraden, maar ook zij worden overvallen door de Japanners. Ze kunnen gelukkig vluchten. Later arriveren Ling en Kiddo, die met de ninja's afrekenen. Op zoek naar prinses Ying ontmoet Ling opnieuw Asia. Hij wordt verliefd op haar, maar weet niets van Asia's transformatie. Wanneer Ling eindelijk prinses Ying ontmoet, vraagt zij hem haar vader Wu te bevrijden die in een versterkte vesting gevangen wordt gehouden. Dit lukt en dan blijkt dat Wu door Asia werd opgesloten, zodat hij/zij zelf de Zon Maan sekte kon leiden.

## Cast
| Acteur            | Personage           |
| ----------------- | ------------------- |
| Jet Li            | Ling Wu Chung       |
| Brigitte Lin      | Asia the Invincible |
| Michelle Reis     | Kiddo               |
| Fennie Yuen       | Blue Phoenix        |
| Rosamund Kwan     | Ying                |
| Yam Sai-Kwoon     | Zwaardmeester Wu    |
| Lau Shun          | Zen                 |
| Candy Yu          | Cici                |
| Cheung Kwok-Leung | Eunuch Hong         |
| Waise Lee         | Hattori             |

## Swordsman films
1990 - Swordsman

1991 - Swordsman II: The Legend of the Swordsman

1992 - Swordsman III: East is Red